# 16e régiment de tirailleurs de la Garde impériale
Le 16e tirailleurs de la garde est un régiment français des guerres napoléoniennes. Il fait partie de la Jeune Garde.

## Historique du régiment
- 1814 - Créé et nommé 16e régiment de tirailleurs de la Garde impériale,
- 1814 - Dissout.

## Chef de corps
- 1814 : Louis-Antoine Sauset

## Batailles
- Campagne de France